# THX 1138
THX 1138 es el primer largometraje del cineasta George Lucas. Fue realizado en 1969 y estrenado en 1971. Esta película fue una versión alargada de un cortometraje anterior de George Lucas, Electronic Labyrinth THX 1138 4EB (1967). La película está ambientada en una distopía subterránea, y comparte temas con las novelas La máquina se detiene  (E. M. Forster), Un mundo feliz (Aldous Huxley) y 1984 (George Orwell). Una de las inspiraciones para esta película es el cortometraje 21-87 de Arthur Lipsett.

## Argumento
En el mundo de THX 1138, la humanidad ha evolucionado hasta el punto de crear sociedades subterráneas donde se controla todo, al estilo de 1984, de George Orwell. Para mantener este sistema, los habitantes de estas ciudades se administran fuertes dosis de sedantes que cumplen, al mismo tiempo, la función de inhibidores de la conducta y catalizadores para conseguir una mayor concentración al desempeñar ciertos trabajos muy delicados.
En esta sociedad, la economía es la base que lo mueve todo, incitando a los ciudadanos a trabajar y consumir durante toda su vida. El mismo estado se convierte a sí mismo en una religión, personificada por Om, que actúa de confesor y sirve de utilidad para controlar mejor a la población.
Todo aquello que sirva de impedimento al motor de esta sociedad es tachado de inmoral, incluso el amor. Cualquier sentimiento puede provocar distracciones en el trabajo, por lo cual es fuertemente castigado.
El protagonista, THX, es seducido por su compañera de cuarto, LUH. Ella le retira la medicación para permitirle sentir y enamorarse de ella. Mantienen relaciones sexuales prohibidas y son condenados por separado.
THX se une a SEN en el calabozo y ambos consiguen escapar. SEN vaga durante la película a través de las infraestructuras de la ciudad hasta que es capturado por la policía y THX se une a STR; un hombre que solía trabajar como holograma, para tratar de encontrar a LUH. Ante la imposibilidad de encontrarla, THX roba un vehículo y se dispone a escapar al mundo exterior. Tras una larga persecución, consigue atravesar la última barrera y contemplar por primera vez el atardecer.

## Elenco
- Robert Duvall como THX 1138.
- Donald Pleasence como SEN 5241.
- Maggie McOmie como LUH 3417.

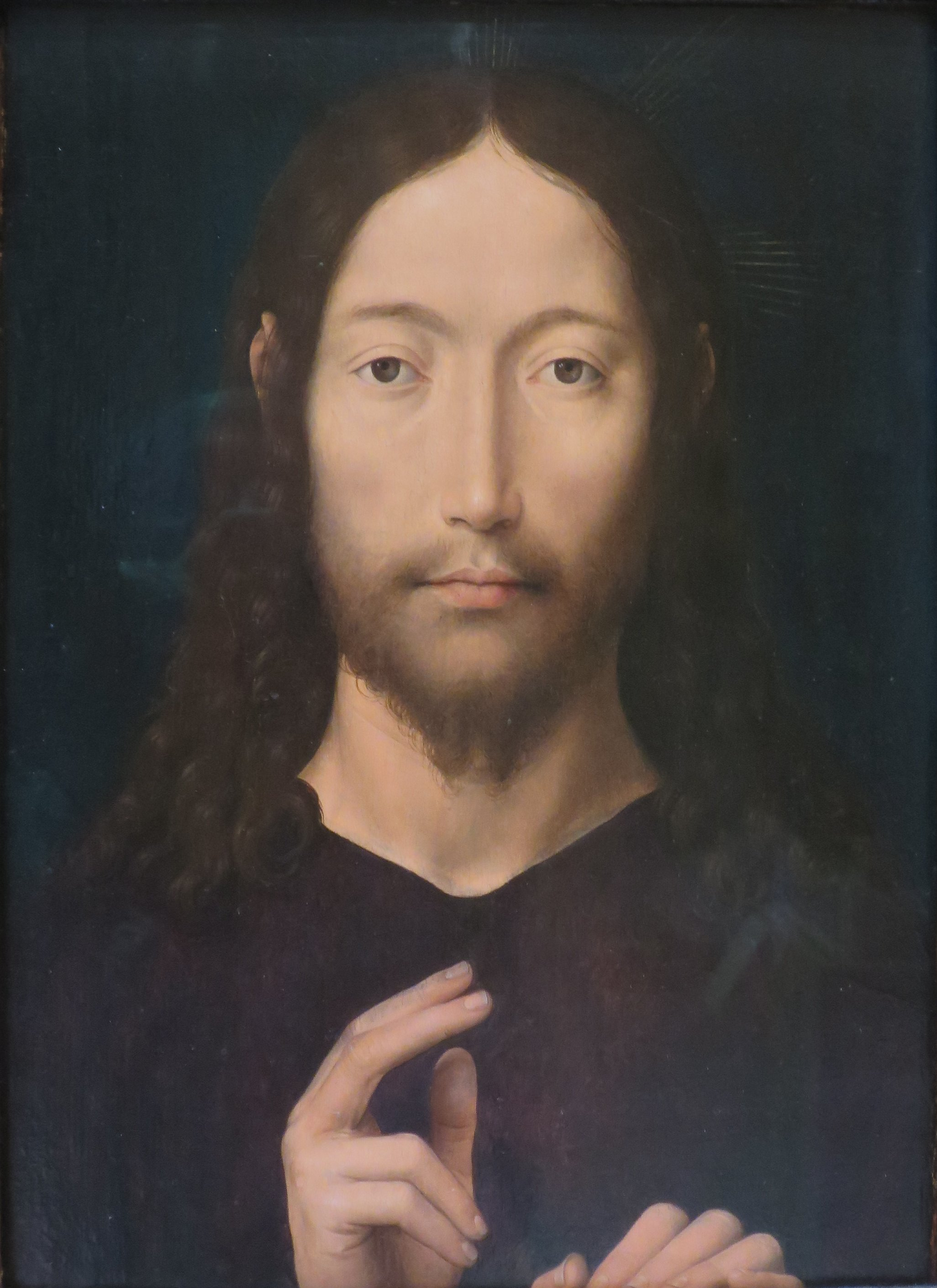
El Cristo que da su bendición de Hans Memling (1478) se usa como la representación visual de la deidad sancionada por el estado OMM 0000.

- Don Pedro Colley como el holograma SRT.
- Ian Wolfe como el viejo prisionero PTO.
- Marshall Efron como el prisonero TWA.
- Sid Haig como el prisonero NCH.
- John Pearce como el prisonero DWY.
- James Wheaton como la voz de OMM 0000.

## Observaciones
- THX 1138 (1971) es el primer largometraje de George Lucas y está basado en un corto que él mismo realizó durante su formación en la escuela de cine de la Universidad de Southern California y que llevaba por título Electronic Labyrinth THX 1138 4EB (1967). La película fue, igualmente, la primera de la productora American Zoetrope, que el propio Lucas fundó con Francis Ford Coppola en 1969.

- El filme está claramente influido por la novela de George Orwell 1984.

- Para enfatizar la naturaleza deshumanizante del mundo en el film, Lucas insistió en que la mayoría de los personajes debían raparse la cabeza. Además, muchos de los extras pertenecían a un programa de rehabilitación para adictos, llamado Synanon y ya tenían la cabeza rapada.

- En THX 1138 se dan varias coincidencias con la novela Nosotros del ruso Yevgeni Zamiatin. En ambas historias los individuos llevan la cabeza rapada, visten de uniforme, se denominan con letras seguidas de números y la ciudad está aislada del exterior, en la película por encontrarse bajo tierra y en la novela gracias al Muro Verde. Es muy probable que G. Lucas se inspirase en la novela de Zamiatin publicada en 1920 que también recrea una sociedad totalitaria.

- La escena donde mueren varios trabajadores y son reemplazados es una adaptación de una escena similar de Metrópolis de Fritz Lang.

## Premios

### Festival de Cannes
| Año  | Categoría | Receptor     | Resultado |
| ---- | --------- | ------------ | --------- |
| 1971 | FIBRESCI  | George Lucas | Nominado  |